# Ördög Ferenc
Ördög Ferenc (Gyulaj, 1933. április 5. – Nagykanizsa, 2015. december 28.) állami díjas nyelvész, c. egyetemi docens.

## Élete
A dombóvári Gőgös Ignác Gimnáziumban érettségizett 1952-ben. Középiskolai tanári oklevelét a szegedi József Attila Tudományegyetem Bölcsészettudományi Karán szerezte 1956-ban, később ott doktorált. 1975-ben kandidátusi tudományos fokozatot kapott. Magyar nyelvészettel Mészöly Gedeon, Nyíri Antal és Rácz Endre hatására kezdett foglalkozni. Kutatási területe a magyar nyelvtörténet és dialektológia.
1956-tól a nagykanizsai Landler Jenő (jelenlegi nevén Batthyány Lajos) Gimnázium tanára, 1964-től igazgatóhelyettese. Felsőoktatási tevékenységét 1966 és 1968 között a Pécsi Tanárképző Főiskola címzetes tanáraként kezdte, majd címzetes docensként az 1970-es évek második felétől hosszú éveken át az ELTE Bölcsészettudományi Kar Magyar Nyelvtörténeti és Nyelvjárástani Tanszékén speciális szemináriumokat tartott a személy- és helynevek kutatásának témaköréből. 
1985-től 1990-ig  országgyűlési képviselő volt.
1968-tól tudományos főmunkatárs az MTA Nyelvtudományi Intézetében és egyetemi docens az ELTE bölcsészkarán. 1998-tól óraadóként, 2000-től pedig a Széchenyi Professzori Ösztöndíj keretében egyetemi docensként a Pázmány Péter Katolikus Egyetem Magyar Nyelvészeti Tanszékén oktatott.

## Tudományos tevékenysége
Első dolgozatai Gyulaj nyelvjárási és névtani anyagából készültek. Gyulaj mai személynevei című munkájában szúlőfaluja nyelvjárását mutatja be. 
Az 1973-ban megjelent „Személynévvizsgálatok Göcsej és Hetés területén” című műve 82 falu teljes személynévanyagát tartalmazza, s olyan alapmű, amely módszertani alapvetésével és következtetéseivel példaként szolgál a hasonló jellegű kutatásokhoz. 
Kiemelkedő munkája a „Zala megye népességösszeírásai és egyházlátogatási jegyzőkönyvei” című forráskiadvány.
Két évtizedes aprólékos filológiai munka eredményeként 1991 és 1993 között három vaskos kötetben látott napvilágot a törzsanyag, ehhez társult 1998-ban negyedikként a különféle mutatókat tartalmazó kötet. A munka alapmű a szó valódi értelmében: erre építve számos területen lehet eddig nem művelt kutatásokat végezni, illetve új összefüggéseket felfedezni. A névtan mellett nyelvjárási, nyelvtörténeti, néprajzi, településtörténeti, helytörténeti, helyi egyháztörténeti, történeti demográfiai vizsgálatokhoz is szinte kimeríthetetlen forrásként használható a közzétett anyag, de tágabb összefüggésekben tanulságokkal szolgálhat a germanisztika, a szlavisztika vagy a szociológia számára is. 
Nagy jelentőségű alkotása a „Helynévmutató Csánki Dezső történelmi földrajzához”, mely 2002 végén jelent meg. Csánki művét ezentúl az Ördög-index teszi könnyen kezelhetővé. 
Tevékenységének másik nagy területe a földrajzi nevekhez kapcsolódik. 1964-ben az ő közreműködésével jelent meg a „Zala megye földrajzi nevei” című gyűjtemény: ez elindítója lett egy országos méretű mozgalomnak, mely szorosan összefügg Ördög Ferenc nevével is.
Számos megyei vagy járási kötetnek társszerkesztője (pl. Tolna, Vas, Veszprém és Komárom megye, a kapuvári, nagykátai, jászberényi járás stb.), másoknál tudományos tanácsadó (pl. Somogy és Baranya megye), de a munka szervezéséből szinte mindenhol kivette a részét, 1977-től az MTA Nyelvtudományi Intézet szerződéses munkatársaként is.
1978-ban jelent meg „A földrajzi nevek gyűjtésének, ellenőrzésének és közzétételének kézikönyve”, melynek egyik szerkesztője Ördög Ferenc, s „A földrajzi nevek ellenőrzésének alapelvei és menetrendje” című rész írója is. Munkája révén a magyar névtan bekapcsolódik a nemzetközi tudomány vérkeringésébe is. Szerkesztőségi tagja az Onoma (Belgium), a Janus (Pécs), Névtani Értesítő (Budapest) című szakfolyóiratoknak. 
A Pécsi Akadémiai Bizottságban annak megalakulása óta képviseli Zala megyét, tagja az MTA Pécsi Akadémiai Bizottságának 1965 óta tagja a Magyar Nyelvtudományi Társaság választmányának, 1975-től  pedig a Névkutatók Nemzetközi Bizottságának (ICOS).

### Művei
- 1964 Zala megye földrajzi nevei (tsz.)
- 1973 Személynévvizsgálatok Göcsej és Hetés területén.
- 1978 A földrajzi nevek gyűjtésének, ellenőrzésének és közzétételének kézikönyve (tsz.)
- 1981 Tolna megye földrajzi nevei.
- 2002 Helynévmutató Csánki Dezső történelmi földrajzához.

## Kitüntetései
- 1973 Csűry Bálint-emlékérem (Magyar Nyelvtudományi Társaság)
- 1975 Állami Díj II. fokozata – Pedagógiai és tudományos tevékenységéért, Zala megye földrajzi nevei, valamint Személynévvizsgálatok Göcsej és Hetés területén című tudományos munkáiért.
- 1991 Pais Dezső-díj (Zala megye, Magyar Nyelvtudományi Társaság előterjesztése),
- 1996 Zala Megye Önkormányzata Alkotói Díja és Nagykanizsa Megyei Jogú Városért kitüntetés
- 1997 Zala megye díszpolgára
- 2000 Gyulaj díszpolgára
- 2005 Nagykanizsa díszpolgára
- 2010 A Zalai Prima díjasa